# César de Bourbon, Duque de Vendôme
César de Bourbon (Château de Coucy, 3 de junho de 1594 - Paris, 22 de outubro de 1665) foi Duque de Vendôme, filho bastardo do rei Henrique IV de França com sua mais famosa amante Gabrielle d’Estrées.
Legitimado em 1595, recebeu os títulos de duque de Vendôme, Duque de Beaufort, de Mercoeur, de Penthievre e Etampes, tendo sido também príncipe francês.
Para obter sua legitimação rápida, Henrique IV, querendo o consentimento de Mercoeur, prometeu casá-lo com sua filha Francisca de Lorena (1592-1669) e lhe dar o ducado de Vendôme e o governo da Bretanha (1598).
Vendôme se distinguiu na luta contra os huguenotes mas, afastado por Richelieu, entrou na conspiração de Chalais e foi internado em Vincennes de 1626 a 1630. Exilando-se na Holanda e Inglaterra, voltou em 1643, e, induzido por seu filho, o Duque de Beaufort, permaneceu fiel e leal e aceitou casar seu filho mais velho, Mercoeur, com Laura Mancini, sobrinha de Mazarino, e por isso recebeu o governo da Borgonha em 1651 e a superintendência da navegação.
Comandante do exercito da Guyenne, retomou Libourne e Bordeaux em 1653 e depois derrotou uma esquadra espanhola diante de Barcelona em 1655.

## Casamento e descendência
César de Vendôme veio a casar com a mais rica herdeira do reino, Francisca de Lorena, condessa de Penthièvre, filha de Filipe Emanuel de Lorena, duque de Mercœur, e da sobrinha da rainha Luísa de Lorena, viúva do rei Henrique III, que lhe dará três filhos:
- Luís (Louis) (1612-1669), duque de Mercœur, e depois duque de Vendôme, casa em 1651 com Laura Mancini. Viúvo em 1657, toma as ordens;
- Isabel (Elisabeth) (1614-1664), casada com Carlos Amadeu de Saboia-Nemours, duque de Nemours (1624-1652);
- Francisco (François) (1616-1669), duque de Beaufort em 1665, conhecido por o Rei des Halles, sem aliança.